# فیشر-پرایس
فیشر-پرایس (به انگلیسی: Fisher-Price) یک شرکت آمریکایی است که اسباب‌بازی‌های آموزشی برای نوزادان، کودکان نوپا و پیش دبستانی تولید می‌کند که دفتر مرکزی آن در شرق آرورا، نیویورک قرار دارد. این شرکت در سال ۱۹۳۰ میلادی در دوران رکود بزرگ توسط هرمان فیشر، ایروینگ پرایس، هلن شله و مارگارت ایوانز-پرایس تأسیس شد.
فیشر-پرایس از سال ۱۹۹۳ میلادی یک شرکت تابعه، کاملاً متعلق به متل بوده‌ است.